# Pa' mis muchachas
Pa' mis muchachas è un singolo delle cantanti statunitensi Christina Aguilera e Becky G e della cantante argentina Nicki Nicole, pubblicato il 22 ottobre 2021.
Si tratta del primo singolo in spagnolo di Aguilera da Hoy tengo ganas de ti del 2013.

## Antefatti
Dopo aver pubblicato il suo primo album in spagnolo Mi reflejo nel 2000, per i successivi 20 anni Christina Aguilera si è dedicata principalmente alla musica in lingua inglese, realizzando di tanto in tanto canzoni in spagnolo ma senza pubblicare altri progetti in tale lingua. Dopo aver pubblicato nel 2018 l'album Liberation, l'artista ha iniziato a rilasciare dichiarazioni riguardanti la pubblicazione di un secondo progetto in spagnolo. Nel 2021 ha annunciato che tale progetto sarebbe stato pubblicato sotto forma di più EP. In seguito a tali dichiarazioni, il 22 ottobre 2021 ha pubblicato Pa' mis muchachas in qualità di primo singolo estratto da tale progetto.

## Promozione
Le quattro interpreti hanno eseguito insieme il brano per la prima volta durante i Latin Grammy il 18 novembre 2021.

## Video musicale
Un video musicale diretto da Alexandre Moors è stato pubblicato alcune ore dopo la pubblicazione ufficiale del brano.

## Classifiche
| Classifica (2021) | Posizione massima |
| ----------------- | ----------------- |
| Argentina         | 83                |
| Spagna            | 68                |